# Pałac Biskupów Kujawskich w Wolborzu
Pałac Biskupów Kujawskich – zespół parkowo-pałacowy przy ulicy Andrzeja Frycza-Modrzewskiego 107 w Wolborzu, nieopodal skrzyżowania z drogą krajową nr 8.

## Charakterystyka
Obecny pałac w stylu barokowym wzniesiony został w latach 1768–1773, gdy Wolbórz był pod rządami biskupa Ostrowskiego, z wykorzystaniem murów istniejących budowli (z początku XVII w.) według projektu architekta włoskiego Franciszka Placidiego z przeznaczeniem na letnią rezydencję Biskupów Kujawskich po tym, jak wyprowadzili się oni z wolborskiego zamku.
Należy do najświetniejszych rezydencji magnackich w Polsce z okresu późnego baroku. Zespół składa się z pałacu, dwóch oficyn, pomieszczeń gospodarczych i kordegardy, a także z dziedzińca paradnego i parku pałacowego. Od południowego zachodu zespół zamknięty jest falistym ogrodzeniem z żelazną bramą. W centrum tego kompleksu znajduje się dwukondygnacyjny pałac, zbudowany na planie prostokąta z trzema ryzalitami o zaokrąglonych narożnikach w fasadzie frontowej. Na środkowym, trójkątnym szczycie kartusz rokokowy z 1773 roku. Dawniej budynek główny był połączony z bocznymi oficynami półkolistymi galeriami kolumnowymi.

## Historia

### Zamek
Wolbórz był własnością biskupów kujawskich od średniowiecza i wtedy też powstała pierwsza rezydencja określona w 1418 roku jako castrum. Zamek odbudował w latach 1464–1473 biskup Jakub z Sienna. W 1582 roku wymieniono istnienie wieży i mostu zwodzonego. W XVII wieku w czasach biskupa Jędrzeja Lipskiego zamek opisywano jako obiekt zamknięty murami w czworobok z czterema basztami w narożach oraz otaczającą go fosą. W 1671 roku zamek spłonął, jednak wkrótce go odbudowano. Kolejny pożar zniszczył obiekt w 1767 roku. 

### Pałac
W związku ze zniszczeniem starej rezydencji biskup Antoni Ostrowski podjął decyzję o budowie nowego obiektu w stylu barokowym, który powstał w latach 1768–1773. Projektantem był przypuszczalnie Franciszek Placidi. Wybudowany ówcześnie pałac był użytkowany przez biskupów kujawskich do 1818 roku, gdy przejęła go Komisja Rządowa Wojny Królestwa Polskiego, lokując tutaj w 1834 roku inwalidów wojennych. Następnie dawna rezydencja biskupia stała się koszarami dla dwóch rot rosyjskiego, połockiego pułku piechoty (do 1910 roku). Spowodowało to znaczną dewastację pałacu i parku. W XIX wieku obniżono dachy i obłożono je blachą w miejsce dachówki. W pawilonach kwadratowych zlikwidowano górne kondygnacje w wysokich mansardach z lukarnami i tarczami zegarowymi. Zniszczono galerie kolumnowe pomiędzy korpusem głównym i oficynami. Portefenetry zamurowano i zastąpiono oknami. Od 1910 roku obiekt nie był użytkowany. Zły stan obiektu pogłębiło jeszcze spalenie dachów w latach 1914–1918 podczas I wojny światowej.
W latach 1922–1923 pałac odbudowano, szpecąc przy tym korpus główny prostokątnymi facjatami na dachu a w miejsce dwukolorowej elewacji całość otynkowano na szaro. Zlikwidowano klatki schodowe i przebudowano wnętrza. Od 1937 roku mieściły się w nim junackie hufce pracy. We wrześniu 1939 roku spaleniu uległa południowo-wschodnia oficyna pałacu. Podczas II wojny światowej pałac zajmowali Niemcy.
Po 1945 roku był on użytkowany kolejno przez: Wyższą Szkołę Gospodarstwa Wiejskiego, Dom Dziecka i Liceum Pedagogiczne. W latach 1950–1961 przeprowadzono generalną restaurację pałacu. Od 1967 roku dawna rezydencja biskupów kujawskich jest siedzibą Zespołu Szkół Rolnicze Centrum Kształcenia Ustawicznego w Wolborzu. W pałacu mieści się izba muzealna, przechowująca pamiątki historyczne z dziejów Wolborza. W ostatnich latach staraniem dyrekcji ZSRCKU zespół pałacowy poddano  zabiegom konserwatorskim. Przed frontonem pałacu znajduje się Pomnik Czynu Grunwaldzkiego, odsłonięty w 1960 roku w 550 rocznicę wymarszu wojsk Władysława Jagiełły z Wolborza na bitwę pod Grunwaldem. Autorem projektu pomnika "Dwa Miecze" jest Stefan Weyman.

W roku 1969 w pałacu i okolicy nakręcono większość scen do filmu "Rzeczpospolita babska".

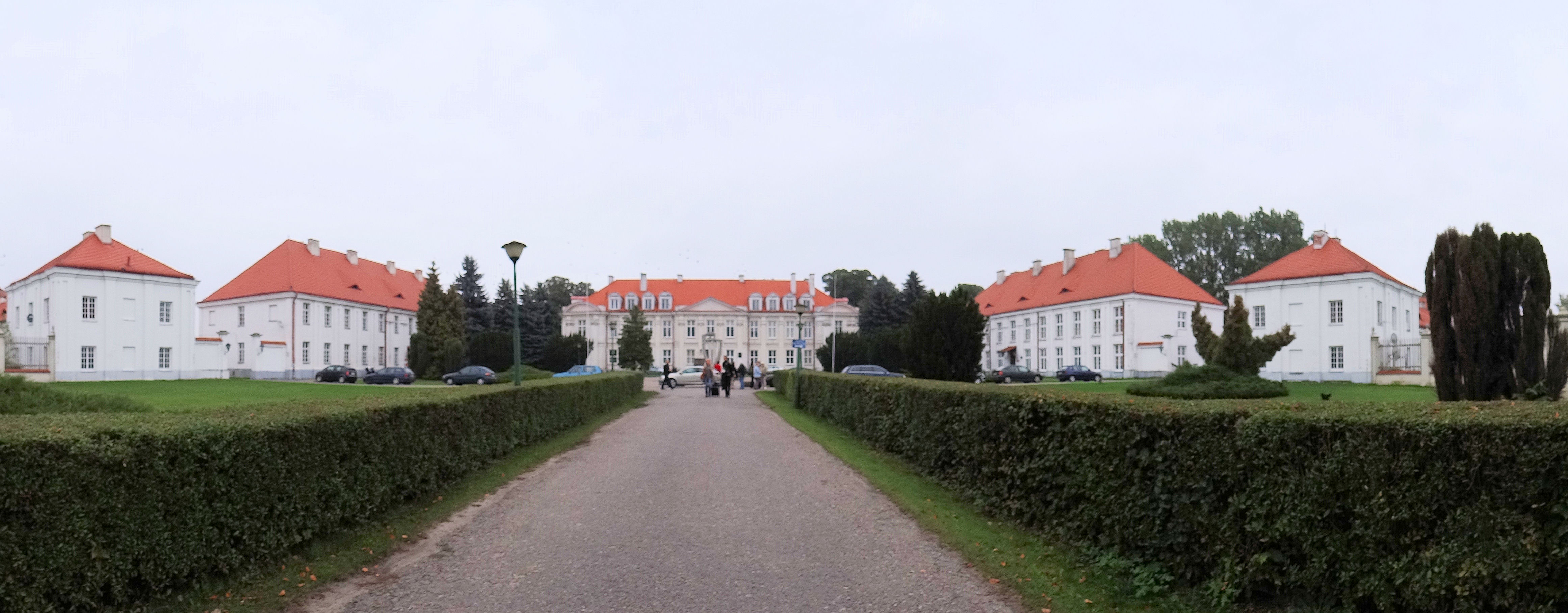
Pałac z oficynami
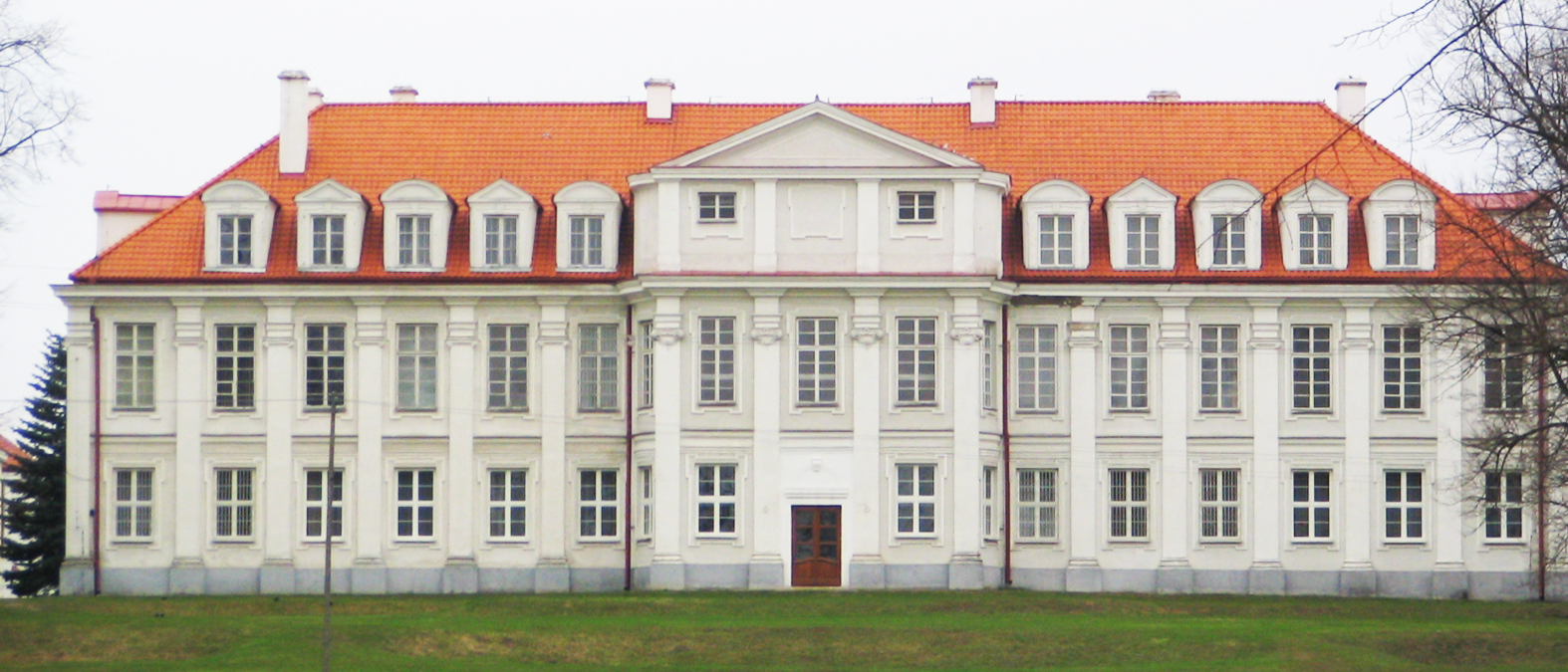
Fasada ogrodowa
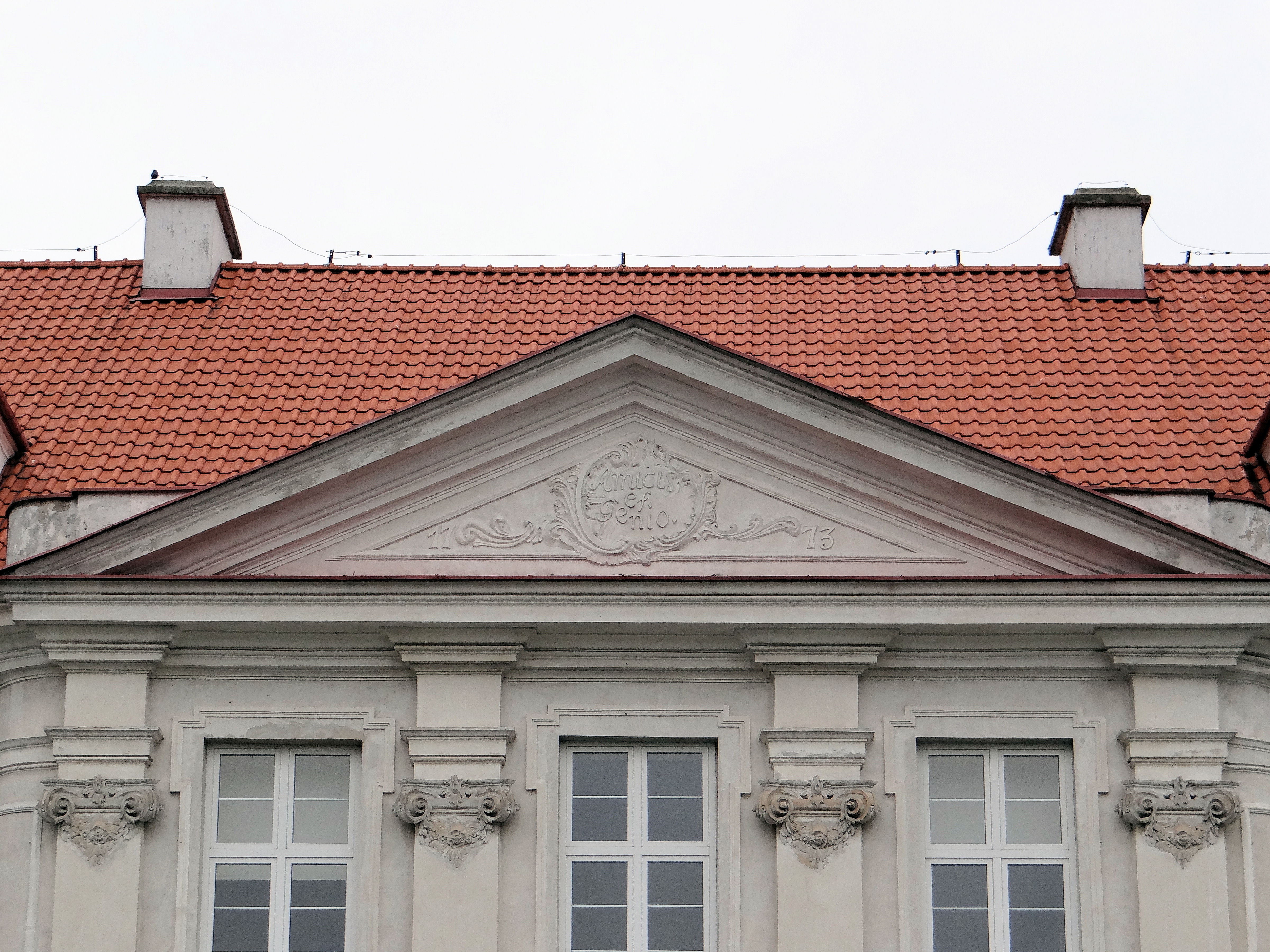
Tympanon
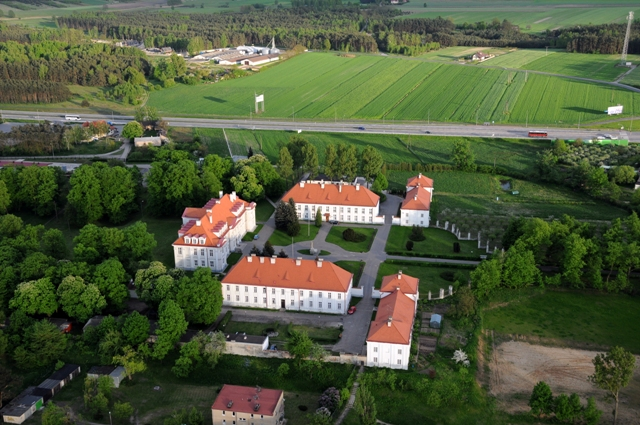
Pałac w Wolborzu i droga szybkiego ruchu